# Campeonato Brasiliense de Futebol de 2016 - Segunda Divisão
O Campeonato Brasiliense de Futebol de 2016 da Segunda Divisão, foi a 20ª edição da era profissional do Campeonato Brasiliense, da segunda divisão do estadual de futebol realizado no Distrito Federal e organizado pela Federação de Futebol do Distrito Federal. Foi disputado por 10 times, dos quais 2 foram promovidos à divisão principal, sendo o campeonato disputado em pontos corridos e em turno único.

## Fórmula de disputa
A competição foi disputada em duas fases. Na primeira, as equipes foram divididas em dois grupos, e os times se enfrentaram no formato de grupo contra grupo, em jogo único. Foram classificados para a segunda fase os dois melhores de cada chave, fazendo o cruzamento olímpico. A final da 20ª edição foi disputada em partida única em um campo neutro. Os finalistas garantiram vaga no Candangão 2017.

## Participantes
| Equipe                              | Localidade         | Em 2015          | Estádio          | Capacidade | Títulos         |
| Bolamense Futebol Clube             | Samambaia          | 7º               | Rorizão          | 8 000      | Nenhum          |
| Sociedade Esportiva Brazlândia      | Brazlândia         | 11º              | Chapadinha       | 3 000      | 2 (2007 e 2011) |
| Associação Botafogo Futebol Clube   | Novo Gama (GO)     | 6°               | Bezerrão         | 20 000     | Nenhum          |
| CFZ de Brasília Sociedade Esportiva | Brasília           | 9º               | Abadião          | 4 000      | 1 (2010)        |
| Esporte Clube Dom Pedro Bandeirante | Núcleo Bandeirante | 12º              | Metropolitana    | 3 000      | 1 (2002)        |
| Clube de Regatas Guará              | Guará              | 5º               | CAVE             | 8 000      | Nenhum          |
| Paranoá Esporte Clube               | Paranoá            | 3º               | JK               | 8 000      | 1 (2004)        |
| Planaltina Esporte Clube            | Planaltina         | 4º               | Adonir Guimarães | 6 000      | Nenhum          |
| Sociedade Atlético Ceilandense      | Ceilândia          | 11º (1ª divisão) | Abadião          | 4 000      | 1 (2009)        |

- O FC Samambaia (rebaixado automaticamente da Primeira divisão de 2015 por desistência), confirmou que não participará.
- O Legião FC não informou os motivos de sua ausência no campeonato.
- O Capital CF desistiu da disputa do campeonato.

## Primeira Fase
Grupo A
Grupo B

## Fase Final
|  | Semifinais      | Semifinais | Semifinais | Semifinais |   |           | Final | Final | Final | Final |
|  |                 |            |            |            |   |           |       |       |       |       |
|  | Dom Pedro       | 1          | 4          | 5          |   |           |       |       |       |       |
|  | Bolamense       | 0          | 3          | 3          |   |           |       |       |       |       |
|  | Bolamense       | 0          | 3          | 3          |   | Dom Pedro | 1     | -     | 1     |       |
|  |                 |            |            |            |   | Dom Pedro | 1     | -     | 1     |       |
|  |                 | Paranoá    | 0          | -          | 0 |           |       |       |       |       |
|  | Paranoá         | Paranoá    | 0          | -          | 0 | 1         | 2     | 3     |       |       |
|  | Paranoá         |            |            |            |   | 1         | 2     | 3     |       |       |
|  | CFZ de Brasília | 0          | 2          | 1          |   |           |       |       |       |       |

## Premiação
| Vice Campeão: | Terceiro colocado: | Quarto colocado: |
| ------------- | ------------------ | ---------------- |
| Paranoá       | CFZ                | Bolamense        |